# Могильовський обласний художній музей імені П. В. Масленикова
Могильовський обласний художній музей імені П. В. Масленикова (біл. Магілёўскі абласны мастацкі музэй імя Паўла Масьленікава) — художній музей у Могильові (Білорусь).
Музей відкритий рішенням виконавчого комітету Могильовського обласної ради депутатів № 13 від 19 листопада 1990 року.
Указом Президента Республіки Білорусь від 22 січня 1996 року Могильовському обласному музею було надано ім'я П. В. Масленикова.

## Загальний опис
Музей розташовується в будівлі, яка є пам'яткою архітектури початку XX століття. Будівлю звели в 1903—1914 роках з елементами модерну, псевдоруського стилю і неокласицизму.
Двоповерхова Т-подібна в плані будівля була найкрасивішою в місті та мала своє водяне опалення, електричне освітлення, телефон. Будівля виглядає дуже оригінально не тільки через декоративні елементи і розпис, а й за рахунок вежі і куполів, кожен з яких має власну форму. На першому поверсі були приміщення з броньованими дверима, де зберігалися кошти банків.
Головний фасад має асиметричну композицію, яку підкреслюють 2 бічних ризаліти. Один з них завершений аттиком з ліпною розеткою в центрі, на якій колись був розміщений герб Могильовської губернії. Другий виконаний у вигляді невисокої двох'ярусної башти з вузькими прорізами, над якою височить шатровий купол. Між ризалітами — головний вхід, на другому поверсі — балкон, над яким стінка декорована ліпним орнаментом. У декоративному оздобленні широко використані деталі неорусского стилю: кокошники, напівколонки з капітелями, розетки та рослинний орнамент.
Спочатку в будівлі розміщувались 2 кредитних установи — Селянський поземельний банк і дворянський земельний банк, які надавали фінансову допомогу, відповідно, селянам і дворянам. У листопаді 1917 року, після захоплення царської ставки в Могильові червоноармійцями, в будівлі банку видавалася більшовицька газета «Революційна ставка». У 1918 році тут розміщувався фінвідділ губвиконкому. У травні 1919 всю будівлю передали відділу народної освіти для відкриття в ньому музею пролетарської культури. До травня 1932 року там розташовувався Могильовський державний історичний музей.
У 1929 році цокольний поверх будівлі частково зайняв архів ЦК КП(б) Білорусі. У вогнетривку броньовану кімнату-сейф колишнього банку з музеїв Мінська, Полоцька, Вітебська та інших історичних місць, які опинилися поблизу від радянсько-польського кордону, були звезені цінності, які були національним надбанням республіки. Серед них — хрест Єфросинії Полоцької. Згідно зі складеним комісією актом від 22 грудня 1944 року щодо збитку, завданого Могильовському державному історичному музею в період Другої світової війни гітлерівцями, з музею зникла велика кількість цінностей, які там зберігалися. Серед них: колекція білоруських рукописних книг і грамот (175 одиниць); зброя X—XIV століть (280 одиниць); монети (18 тисяч одиниць); ікони XVII—XIX століть; булава Сигізмунда III; срібна митра Георгія Кониського та багато іншого.
У 1932—1941 роках в будівлі розміщувався Могильовський обком ВКП(б), однак спецсховище продовжувало діяти до початку війни. З початком війни численні цінності з спецхрану безслідно зникли. По ряду версій вони або загубилися при евакуації, або були захоплені німцями. Ця таємниця не розгадана досі.
Після звільнення міста в 1944 році будівлю знову зайняв обком і міськком КПРС, а з 1970-х — редакція газети «Могильовська правда».
19 листопада 1990 року утворено Могильовський обласний художній музей. Колекція музею складається із творів реалістичного мистецтва XVII—XIX століть (140 одиниць), колекції білоруського школи іконопису, творів художників Могильовщині: В. Бялиніцького-Бірулі, В. Кудревича, А. Бархаткова, В. Громико, М. Беляніцького, П. Масленикова, Л. Марченко, Н. Федоренко, Ф. Кисельова, Г. Кононової, М. і Г. Таболічів, В. Юркова, В. Шпартова, В. Рубцова та інших.
У 1997 році перед музеєм встановлено пам'ятник-бюст народному художнику Білорусії Петру Масленикову. Скульптор В. Літун, архітектор В. Чаленко.
Зображення музею міститься на білоруських банкнотах номіналом 200 000 рублів зразка 2000 року і 200 рублів зразка 2009 року.

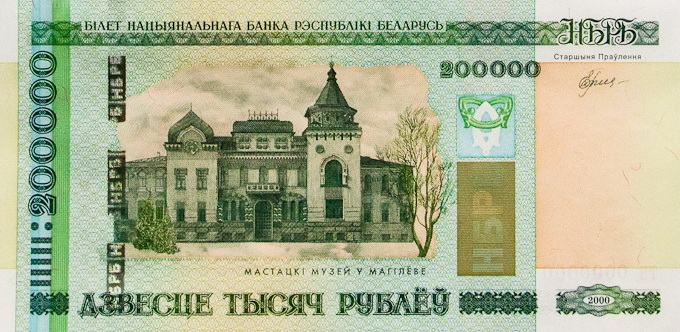
Будівля музею на банкноті 200 000 рублів зразка 2000 року
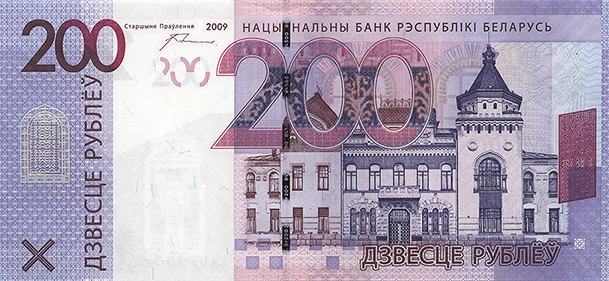
Будівля музею на банкноті 200 рублів зразка 2009 року

## Галерея

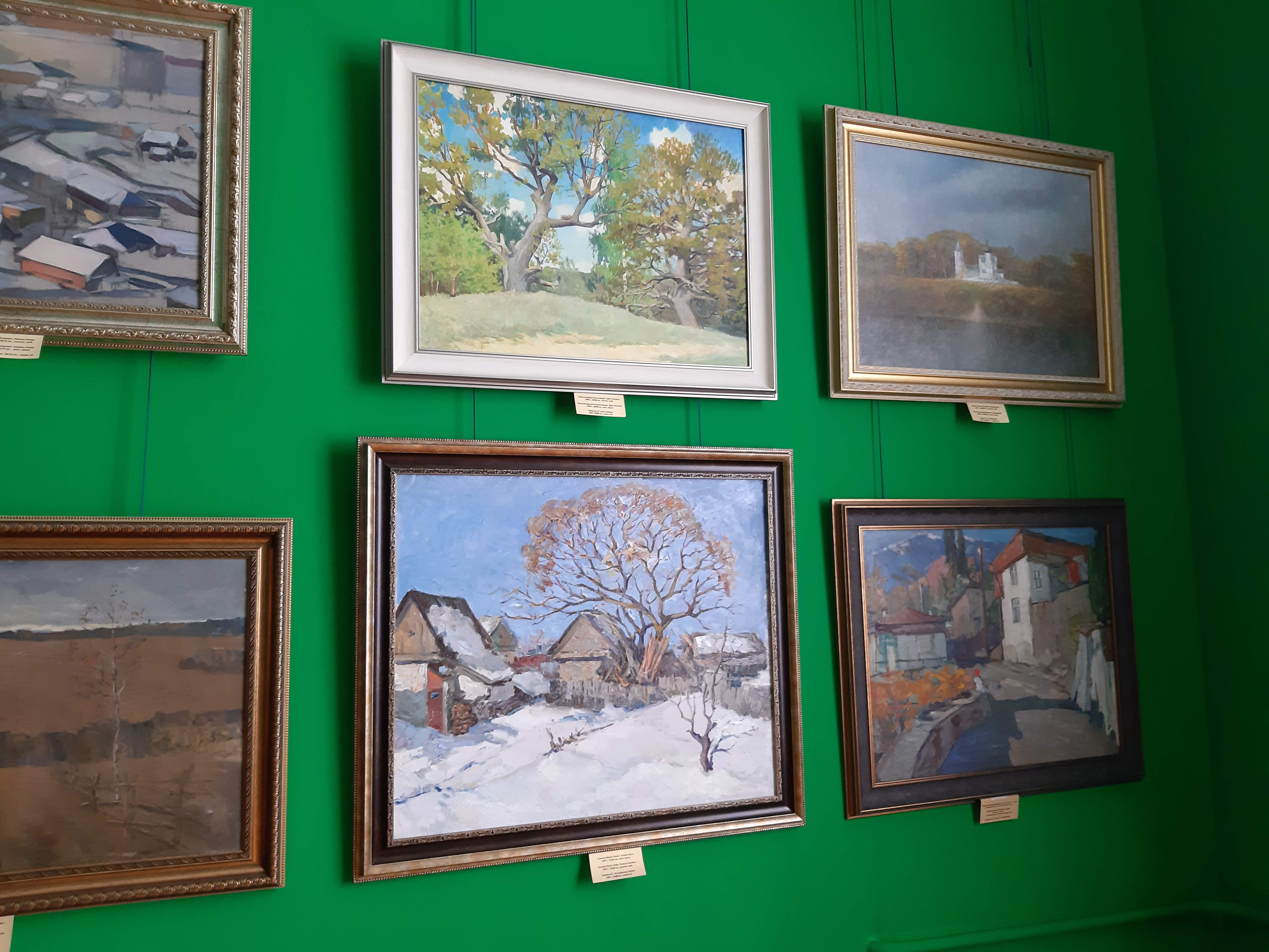
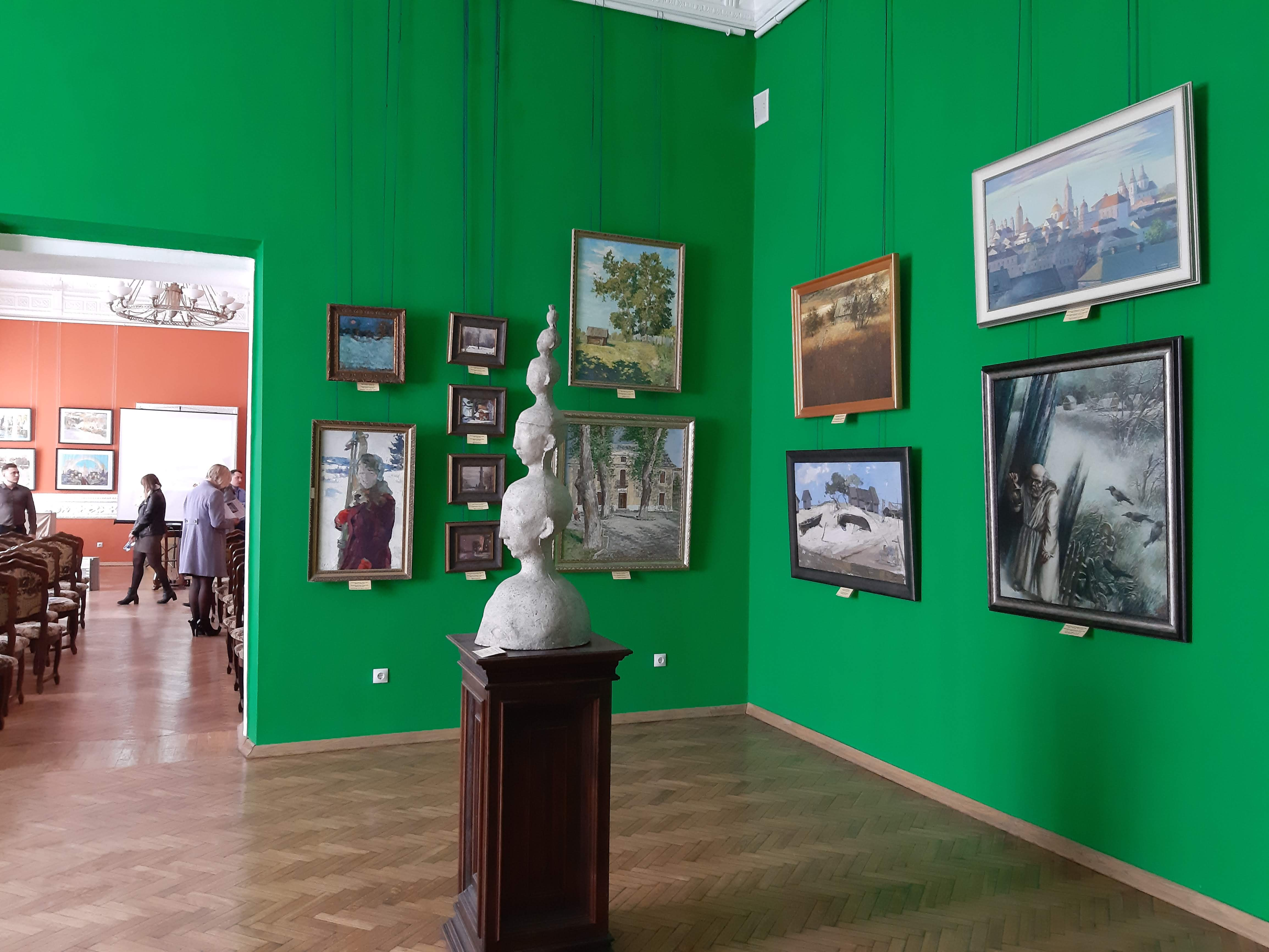
Інтер’єри музею
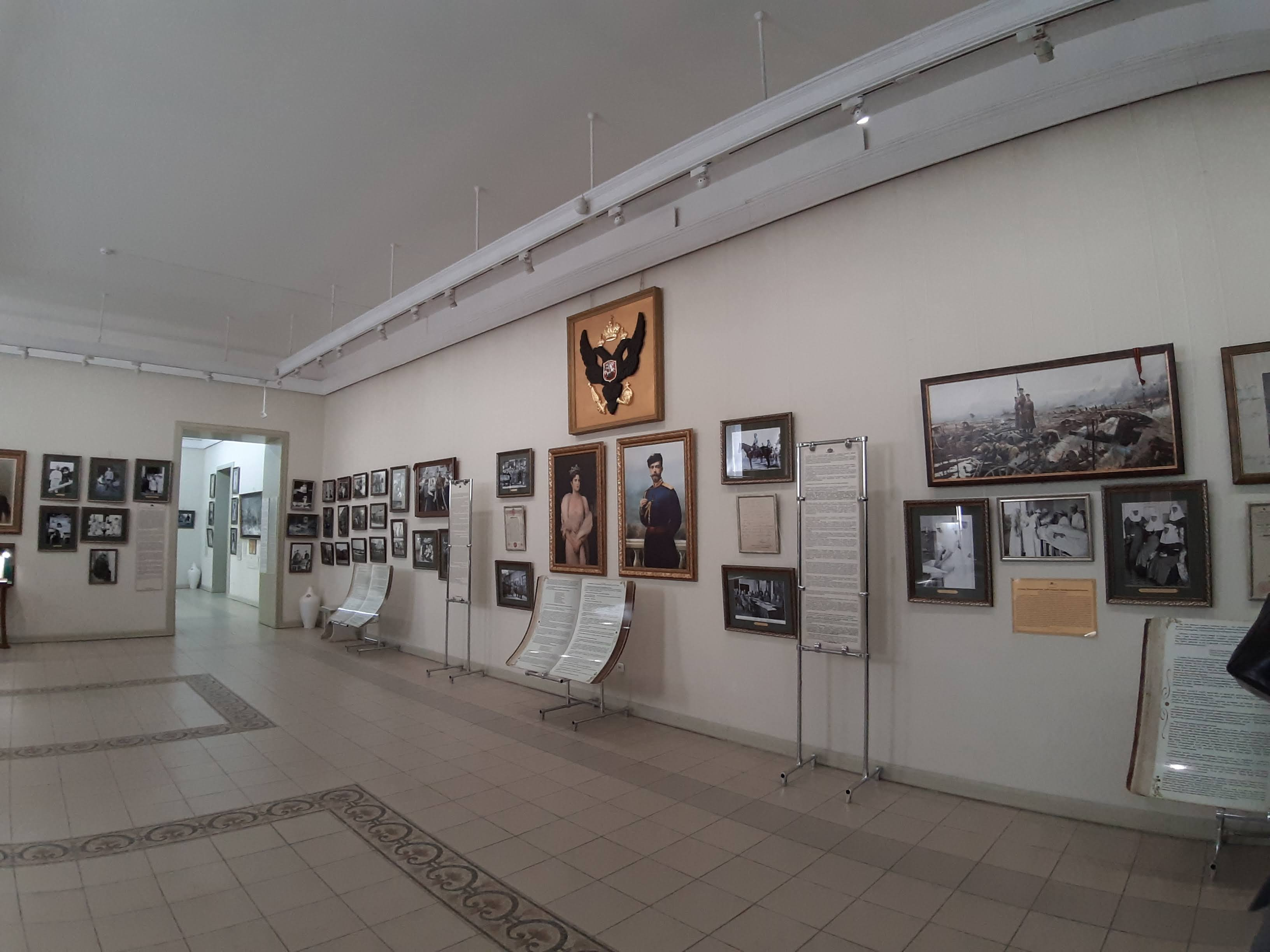

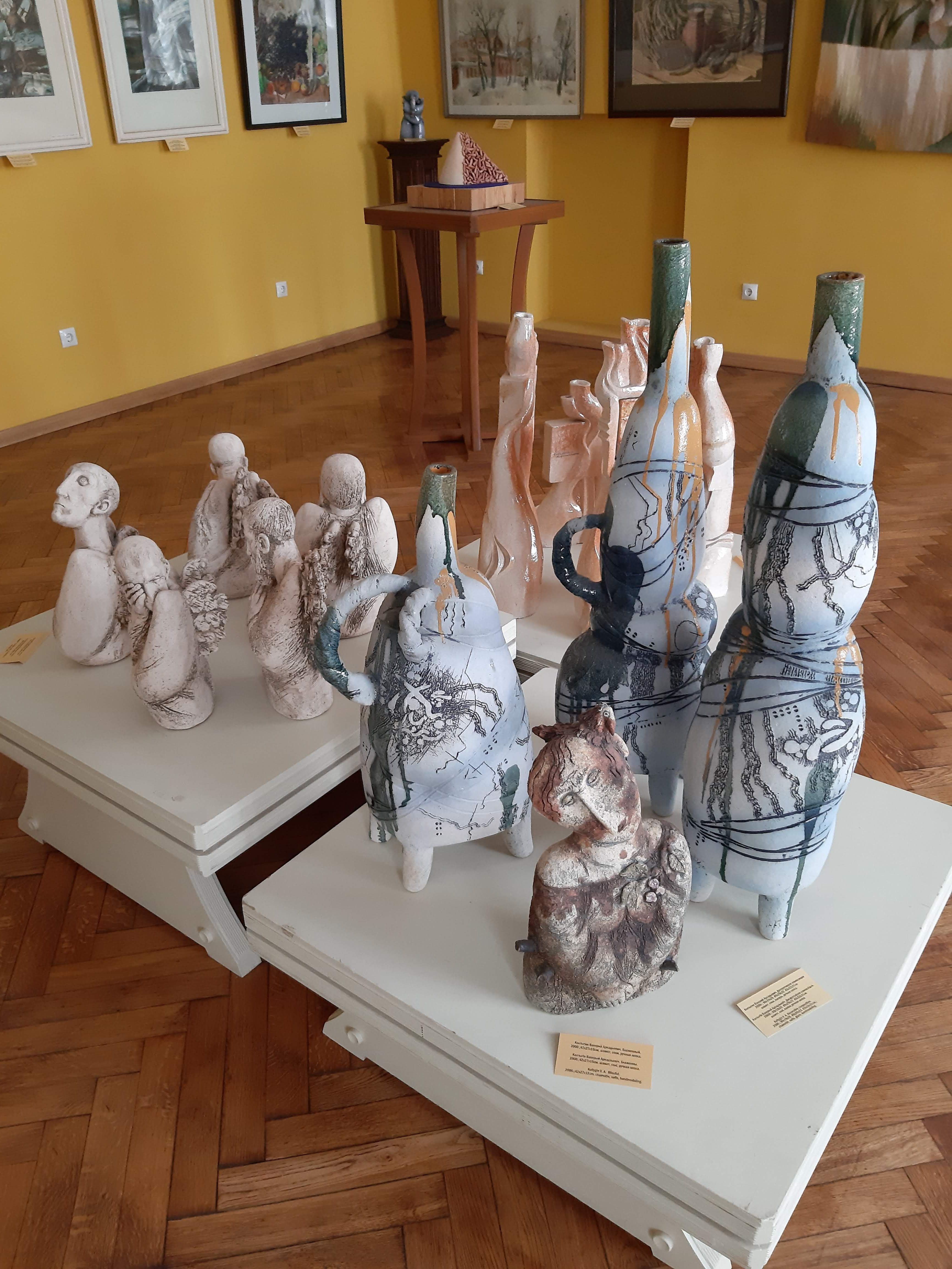
Кераміка
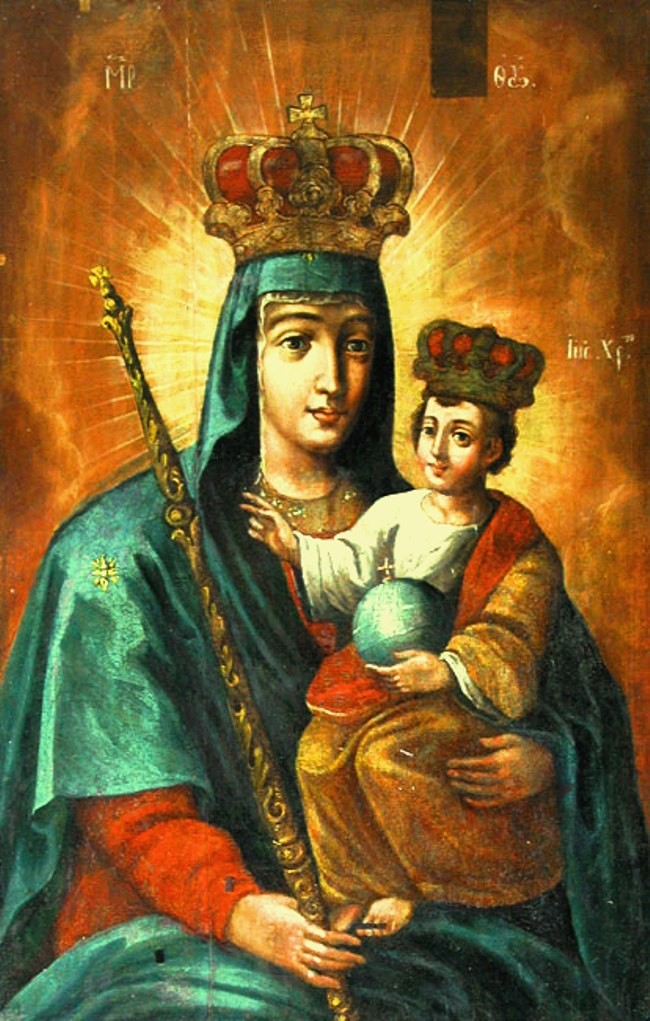
Белиніцька ікона Божої Матері, XVIII–XIX ст.
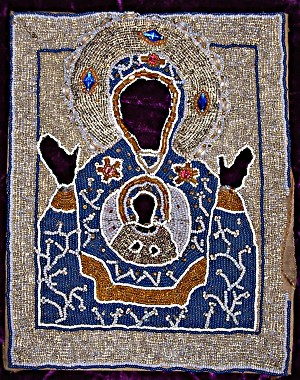
Бісерний оклад з ікони «Богоматір Знамення», XIX ст.
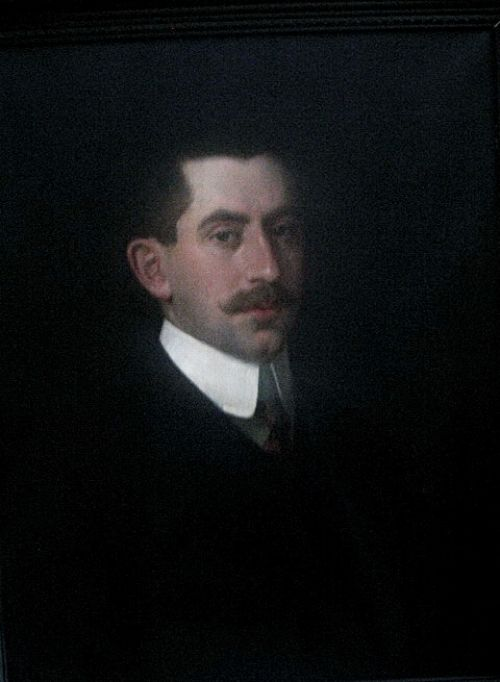
Пен Єгуда. «Портрет молодого чоловіка», 1900?